# 李維論

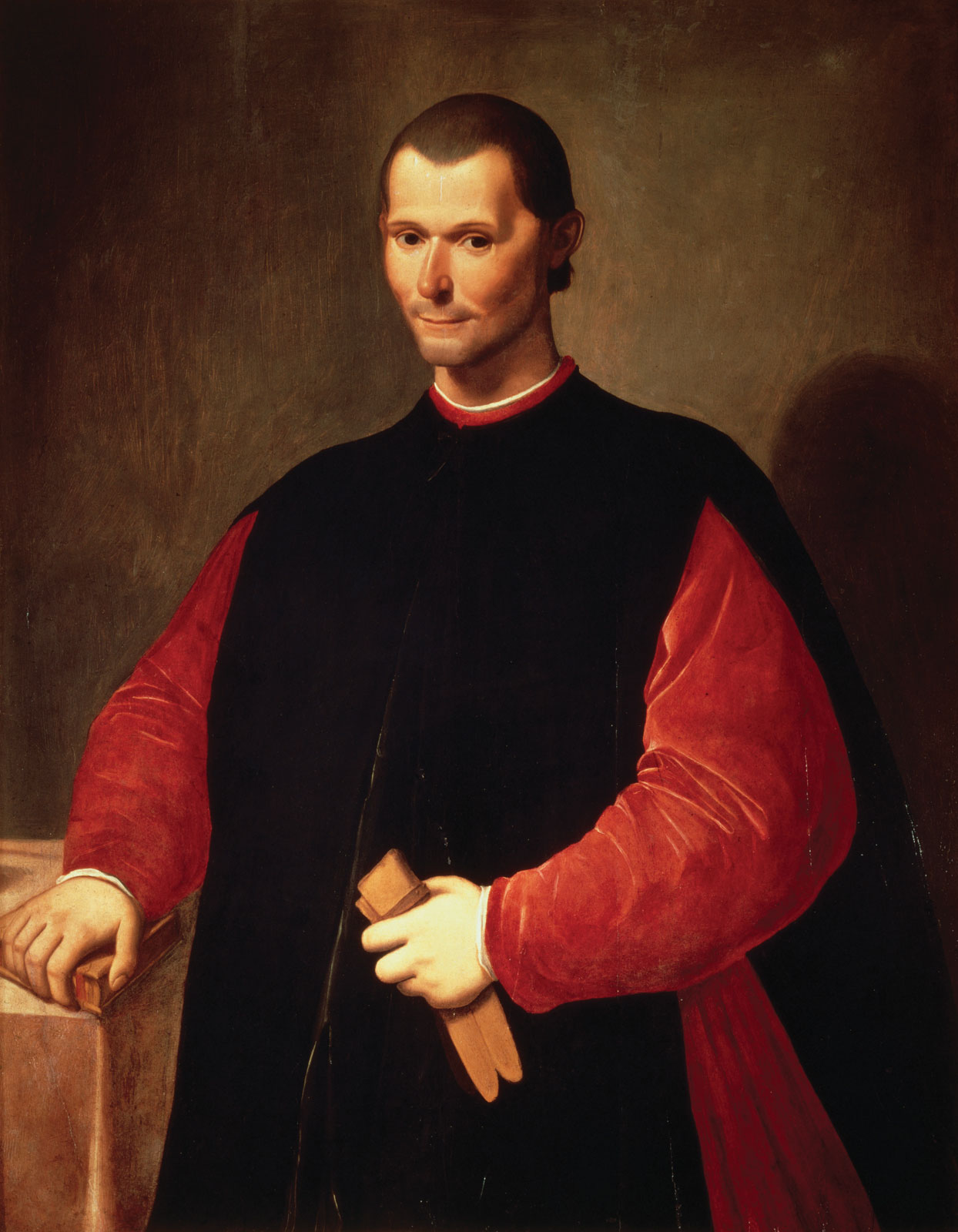
《馬基維利》，作者桑蒂·迪·蒂托

《李維論》（義大利語：Discorsi sopra la prima deca di Tito Livio），原書名意為「論提图斯·李维之《羅馬史》前十卷」，是一部关于政治、历史与哲学的作品，由意大利政治哲学家尼古洛·馬基雅維利于16世纪创作，是馬基維利對李维《羅馬史》前十卷的心得與詮釋。
通稱《李维论》或《论李维》，其餘又譯《李維羅馬史前十卷疏論》、《論李維羅馬史十章》、《論李維羅馬史》、《李維羅馬史疏論》、《李維羅馬史疏義》、《李維羅馬史義解》、《李維史論》等。
本書主要论述了共和制的结构与优点，与馬基維利的另一部著作《君主论》中论述的君主制相对应，馬基維利总结了一系列的歷史教訓，描述了共和國應該如何成立、架構，涵盖了對權力制衡、政治權力分立的好處、以及共和國比君主國優秀之處。《李維論》一书对之后法国的卢梭产生了深远的影响。在《民約論》中，卢梭就多次引用了马基维利的著作。